# 西山正彦
西山 正彦（にしやま まさひこ、Masahiko Nishiyama ）は、日本の医学者。
日本癌治療学会会長、理事長、アジア臨床腫瘍連盟（Federation of Asian Clinical Oncology／FACO）議長・CEOを歴任した。がん治療、腫瘍学の研究、教育を活動分野としている。
広島大学名誉教授。群馬大学名誉教授。

## 経歴
出典
1981年 広島大学医学部を卒業、同原爆放射能医学研究所外科入局。1987年 助手となる。
1993年 広島大学医学部で併任講師となる。1994年 広島大学医学原爆放射能医学研究所腫瘍外科講師。
1996年 分子情報教授。2002年 原爆放射線医科学研究所（原爆放射能医学研究所より改称）遺伝子診断・治療開発教授。
2007年 埼玉医科大学国際医療センター・トランスレーショナルリサーチセンター教授。2010年 埼玉医科大学ゲノム医学研究センター センター長・教授、日本癌治療学会会長（2011年まで）。
2011年 日本癌治療学会理事長（2015年まで）。2012年 同疾患制御医学部門・教授、9月より群馬大学大学院医学系研究科 病態腫瘍薬理学 教授。
2012年 アジア臨床腫瘍連盟（Federation of Asian Clinical Oncology／FACO）会長。2015年 日本泌尿器腫瘍学会設立時社員。2015年 一般社団法人FACO代表理事。
2019年 SGH特別賞受賞。2019年 中山恒明賞受賞。2020年 東札幌病院 病院長。